# モースル

モースルはイラク北部の中心的な都市でニーナワー県の県都。
古代のニネヴェの遺跡と世界有数の石油生産で知られる。バグダードの396km北西にあり、北緯36度22分、東経43度07分。市街はティグリス川の両岸に広がり、5つの橋で結ばれている。

## 名称
各国語での表記と発音は以下の通りとなっている。なお日本語でのカタカナ表記としてはモースルもしくはモスルが多いが、マウスィルやモウスィルとしている例も見られる。

### 英語
表記：Mosul
発音：/ˈməʊsəl/（マウサル）、/ˈmoʊsəl/（モウサル）、/moʊˈsuːl/（モウスール）

### アラビア語
表記：اَلْمَوْصِل（al-Mawṣil / al-Mauṣil）
発音：アル＝マウスィル（口語発音：アル＝モウスィル、アル＝モースィル、アル＝モウスル、アル＝モースル、アル＝ムースィル等）
上記は文語アラビア語（現代標準アラビア語、正則アラビア語、フスハー）における発音。イラク国内における日常会話としての口語（イラク方言）発音はアル＝マウスィル、イル＝マウスィルが多い。
アラビア語口語の特徴である二重母音au（転写としてはaw）部分の長母音ō化が起こること、定冠詞の発音が文語ではアル、口語ではイルになるという違いがあることから、アル＝モースィル、イル＝モースィル、アル＝モウスル、イル＝モウスル、アル＝モースル、イル＝モースル、アル＝ムースィル、イル＝ムースィルと聞こえるなどする。現地におけるモースルのアラビア語地名英字表記でAl-Mousil、Al-Mosil、Al-Mousul、Al-Mosul等が混在しているのはそのため。
なおアラビア語名称においては日本語表記に見られるような「モスル」という二重母音や長母音を含まない発音はされていない。

### その他
クルド語：مووسڵ
シリア語：ܡܘܨܠ

## 概要
モースル市の住民はほとんどがムスリムのアラブ人で、クルド人が統治するクルディスタン地域に近接している。モースル一帯に古くから多く住むクルド人は、モースルも元来はクルディスタンに含まれる重要都市として認識しており、複雑な民族・政治・宗教問題も抱える。このほか、主要な少数民族にはネストリウス派キリスト教徒のアッシリア人や、トルクメン人が挙げられる。1987年の市の人口は664,221人で、2002年の調査では1,739,800人と見積もられるほど激増していた。
2014年6月以降の過激派組織ISILによる統治と、その後の2016年から2017年にかけて行われたモースル奪還作戦の戦闘により、市街は荒廃した。イラク政府による解放後、ISILが抑圧していた文化・芸術活動が再開されるなどしているが、復興は遅れている。イスラム教スンニ派が多いモースル住民には、シーア派が主導するイラク中央政府がモースル復興を軽視していると不満を抱く者もいる。
薄地の織物モスリンは元々この街で作られ、名前もモースルの名に由来している。そのほか、歴史的に重要な輸出産品は大理石である。マルコ・ポーロもこの街を訪れ、『東方見聞録』で言及している。
モースル周辺は、ティグリス川とユーフラテス川の両方に潤される肥沃な平野で、アラブ人は北メソポタミアに位置するこの地をジャズィーラ（アラビア語で「島、半島、中洲、河川や海で囲まれた地」の意）と呼び、穀物や果物の豊富さを称えてきた。
また、古くから石油が湧くことでも知られており、石油に浸かると薬効があると信じる人々が集まった。石油はタールやアスファルトの原料、また攻城戦の際には攻め手に石油を浴びせて燃やしたり、城壁を燃やして崩し城に侵入したりするなど、主に軍事用として使われていた。

## 歴史

### 古代からオスマン帝国までのモースル
モースル周辺は少なくとも8,000年前から人の居住があった。モースルの位置する北メソポタミアよりさらに北の高原地帯（アッシリア）はアッシリア王国誕生の地となったが、その最盛期を迎えたのはモースル周辺を首都とした時代だった。モースルはアッシリアによって、主要都市ニネヴェ（現在のニネワの町）の対岸に当たるティグリス川右岸で、クリートの丘の上にある砦として創られた。紀元前850年頃、新アッシリア王国のアッシュールナツィルパル2世は、モースルのすぐ南にあったニムルドの街を自分の首都を建設する地として選んだ。首都は一旦ドゥル・シャルキンに移ったが、紀元前700年頃、センナケリブ王はニネヴェを新しいアッシリアの首都とすることを決めた。モスルにあるクユンジクの土塁は、ペルシャやメソポタミア、シリアを征服した世界帝国アッシリアの最盛期を築いたセンナケリブ王とその曾孫アッシュールバニパル王の宮殿の跡である。またニネヴェは『旧約聖書』のヨナ書の舞台にもなるなど、その名はよく知られている。

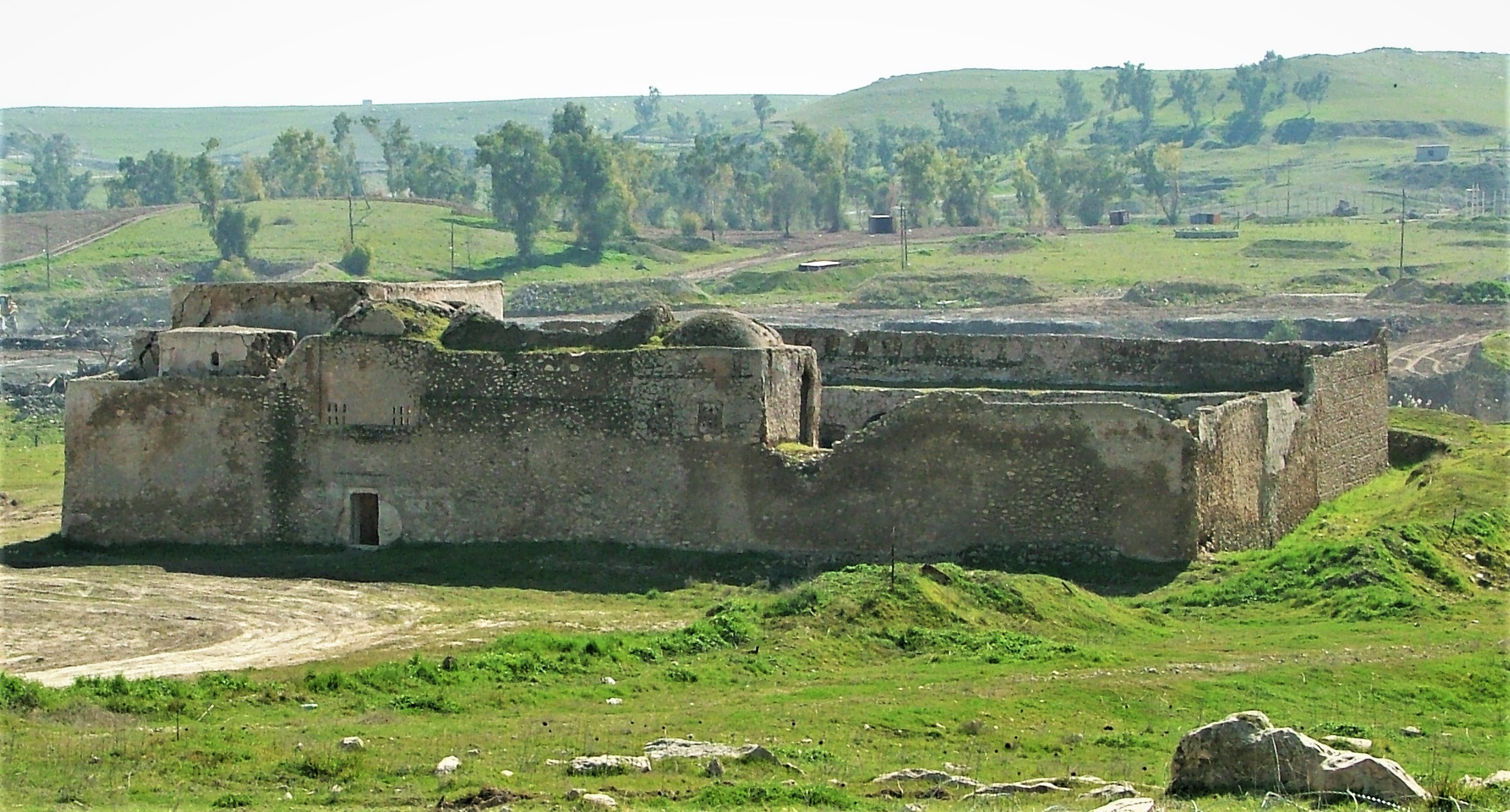
モースルのキリスト教修道院遺跡。6世紀のもので、イラクでは最も古い。

アッシリア初期の砦の上に立てられたモースルは、アッシリア滅亡後ニネヴェの跡を継ぐ都会となり、ペルシャ帝国の中心からシリアやアナトリアを結ぶ道のティグリス川渡河点として栄えた。モースルは紀元前6世紀には重要な交易拠点となった。短期間ローマ帝国に支配された後、サーサーン朝ペルシア帝国の一部となった。
637年に第2代正統カリフウマル・イブン＝ハッターブが率いるムスリムのアラブ人たち（アラブ帝国）がサーサーン朝に大打撃を与え、その年の内にムスリムの支配下に置かれた。イスラム史上最初の世襲イスラム王朝であるウマイヤ朝は、8世紀にモースルをメソポタミアの首都に定め、モースルは繁栄の絶頂を迎えた。
その後のアッバース朝時代も、モースルはインド、ペルシャ、地中海を結ぶ戦略的位置から重要な商業都市であり続けた。アッバース朝衰退後は890年にアラブ遊牧民（ベドウィン）のハムダーン朝がモースルを首都にジャズィーラを支配し、ペルシアから来たブワイフ朝と戦ったが、10世紀末にはブワイフ朝に屈し、990年にアラブ系のウカイル朝にモースルを奪われた。11世紀後半、この地はマリク・シャー率いるセルジューク朝に席巻されて征服されるが、セルジュークの急激な西方への拡張は西欧キリスト教諸国による十字軍を呼ぶことになる。

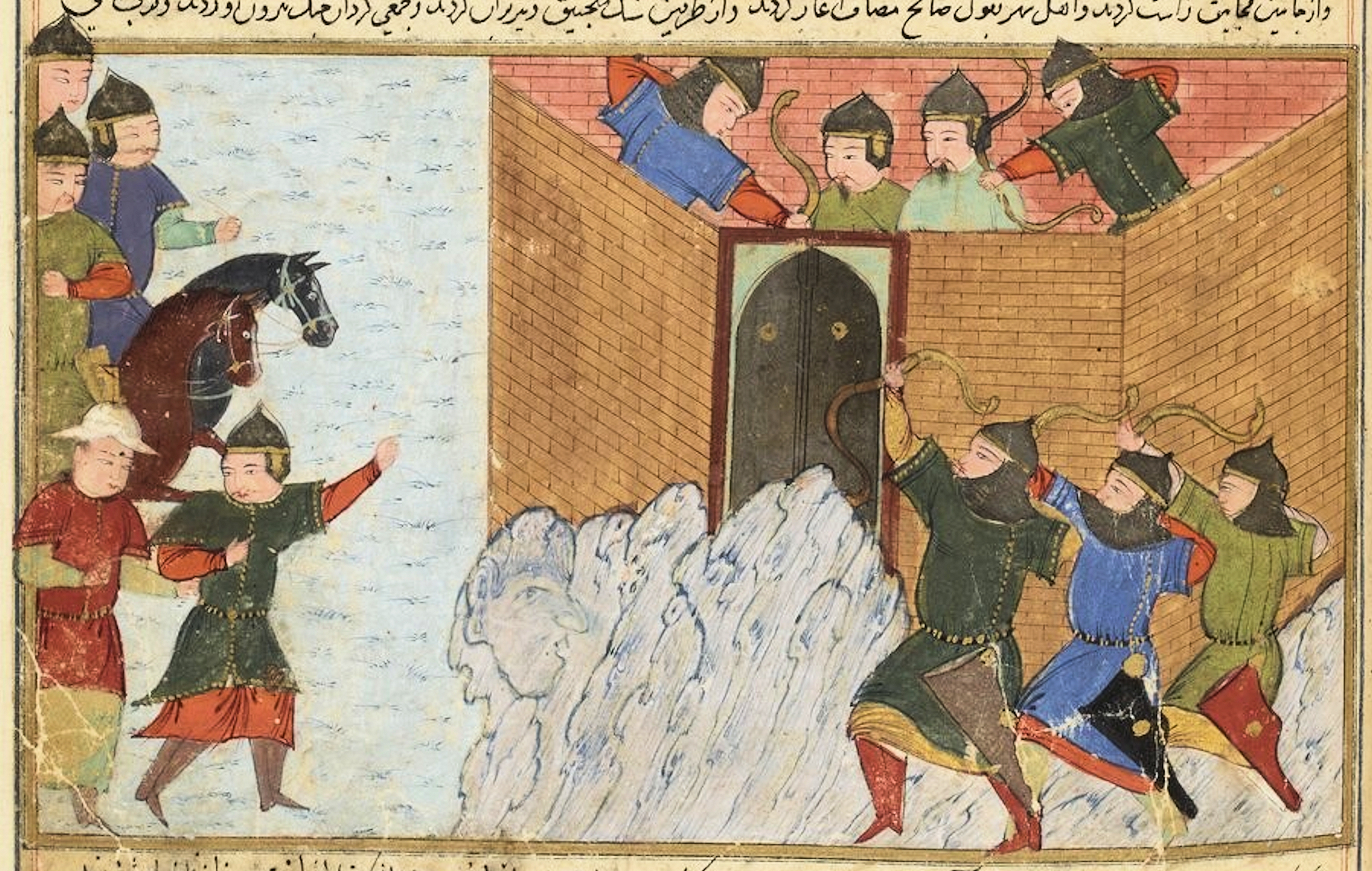
モースルの包囲（1261年-1262年、モンゴル帝国の『集史』より）

1127年、十字軍国家がシリアとパレスチナを支配していた時代、それまでセルジューク朝の地方政権（アタベク政権）が入れ替わり立ち代り治めていたモースルは、新しいアタベク・ザンギーによる強力な政権、ザンギー朝の中心となり、やがて十字軍への反攻の拠点となった。ザンギー朝はザンギー死後、モースルとアレッポ（シリア）の二つに分かれた。十字軍と戦ったシリア側に対し、メソポタミアのモースルの方はシリアに距離を置いていた。シリアのザンギー朝の跡を継いだサラディンは1182年にモースルを征服しようとして失敗した。その後、13世紀にフレグ率いるモンゴル帝国が侵攻してきた際、太守マリク・サーリフは反抗の意思を示したため、籠城戦の末に街は降伏し、住民は虐殺されモースル完全に破壊された。

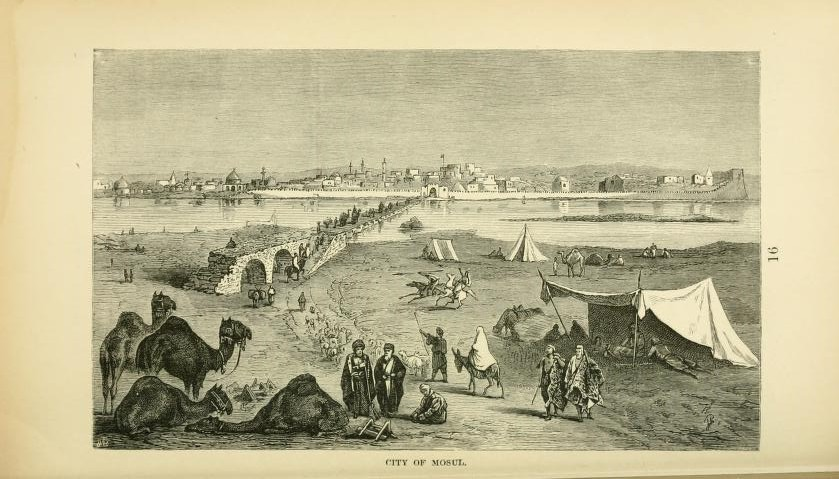
19世紀のモースル

後にオスマン帝国時代、ジャリーリー家の支配の下でモースルは再建されて再び重要都市となったが、かつてのような栄光は戻らなかった。オスマン帝国のモースル支配は、1623年にサファヴィー朝ペルシャの最盛期を築いたアッバース1世による征服で中断されたが、彼の死後に奪還し、第一次世界大戦に敗れたオスマン帝国が崩壊する1918年まで及んだ。オスマン帝国は、現在のイラクとなる地域を、バグダードとバスラ、そしてモースルをそれぞれ州都とする3つの州として統治していた。
モースルは、ネストリウス派キリスト教徒の歴史的な中心地で、ヨナを含む数名かの旧約聖書の預言者たちの墓所がある。ヨナの墓所はキリスト教徒とイスラム教徒の両方から重要視され、元々はネストリウス派教会だったが、現在はモスクとなっている。他にも、ニネヴェの滅亡を預言したナホムの墓所とされる墳墓（真偽不明）もある。

### 20世紀のモースル

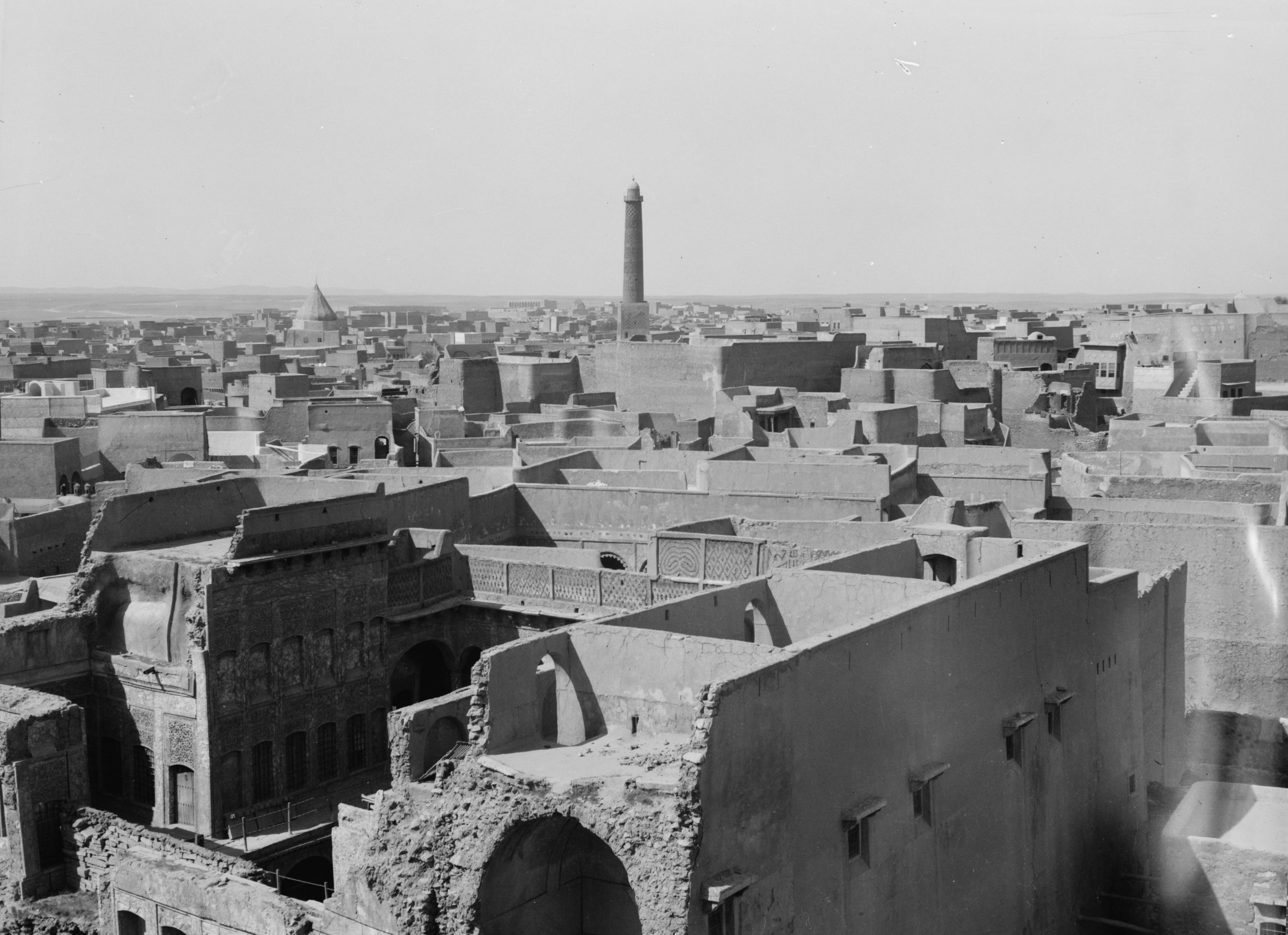
1932年の街並み

第一次世界大戦で、イギリス軍は1918年10月にオスマン帝国と戦い、モースルを占領した。第一次世界大戦末期、イギリスとフランスは、交戦するオスマン帝国領を分割支配する協定（サイクス・ピコ協定など）を結び、現在のイラクにあたる地域はイギリスの勢力圏と定められた。大戦が終結した時点でもモースルとその一帯は依然としてオスマン帝国の手中にあったが、イギリスはセーヴル条約によりモースルを放棄させ、1921年に前述の3州を併せてイギリス委任統治領メソポタミア（イラク）を成立させた。モースル地域の権利を主張するトルコ共和国は委任統治領イラクと争ったが、イラクのモースル領有は1926年に国際連盟で確定した。
モースルの陸路でヨーロッパとインドをつなぐ戦略的重要性は、海運で大量の物資を運べるスエズ運河開通後に薄れたが、都市の運命は石油の発見と1920年代後半以降の開発で大きく蘇った。モースルは石油をトラックやパイプラインでトルコやシリアに運ぶ拠点となった。キュアラー (Qyuarrah) 石油精製所が都心から車で1時間以内の場所に建設され、道路建設計画のために石油を精製していた。この精製所はイラン・イラク戦争で損傷したが、破壊には至らなかった。
モースルはまた、モースル・ダムや近隣の火力発電所を抱えるイラクの電力供給の鍵となる地域である。モースル大学の設立は、この一帯の人々が高等教育を受ける機会を作り出した。多くの学部を抱え、特に優秀な工学科と言語学科で知られている。

### サッダーム政権とクルド人問題

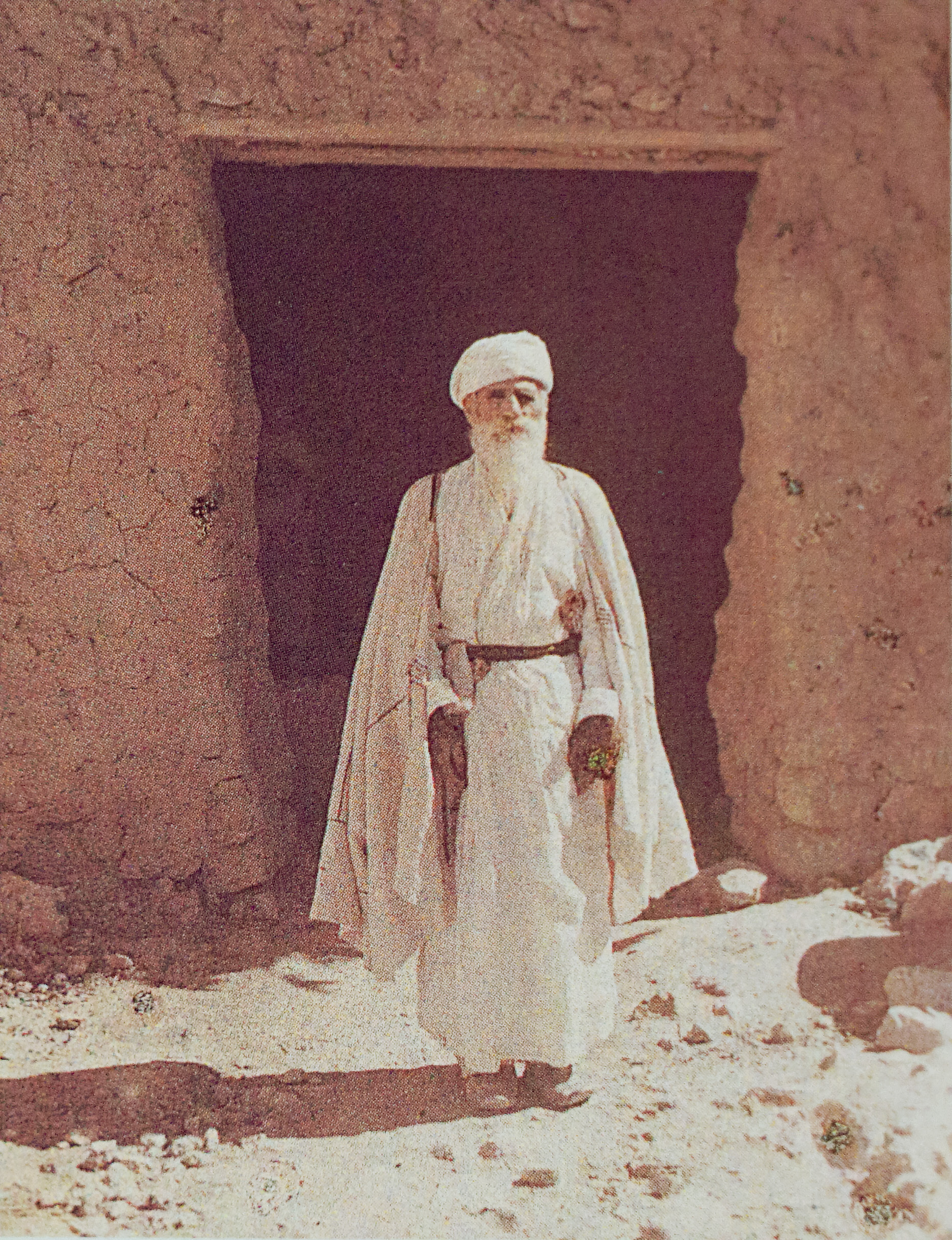
モースル近郊バシカ（バスチカ、:en:Bashiqa）村のヤズディ教首領

第二次世界大戦後、イラクはイギリス支配から独立した。モースルの人口の大部分を占めていたクルド人の存在は、イラク大統領サッダーム・フセインに反クルド軍事行動を起こさせる契機となった。特に湾岸戦争後にクルド人が中央政府に対する反抗を試みた1990年代には軍事行動が激化し、運動は失敗に終わった。その反体制運動失敗の結果として米国と英国が介入して北緯36度線以北に「北部飛行禁止区域（1991年～2003年）」が設定され、イラク北部及び北東部の帯状のクルド人居住地域は、クルド愛国同盟とクルド民主党の手に落ち、この地域で自治（事実上の独立）を開始した。モースルはクルド人自治区の手に落ちなかったが、この飛行禁止区域には含まれていた。
飛行禁止区域はサッダーム・フセイン政権にクルド人地域とモースルに対する大規模な軍事作戦を起こさせない役割を果たした。しかし、サッダーム・フセイン政権はモースルに陸軍第5軍団を駐屯させ、国際線の就航可能な空港を軍の支配下に置き、市民から大量に徴兵を行った。また各自治体の首長には軍人が就くなど事実上、イラク軍の統治下にあった。
モースルとその一帯の村々はアラブ人を主体として、クルド人、アッシリア人、トルクメン人、少数のユダヤ人、その他孤立したヤズディ教徒などの混合地帯であった。

### サッダーム政権後のモースル

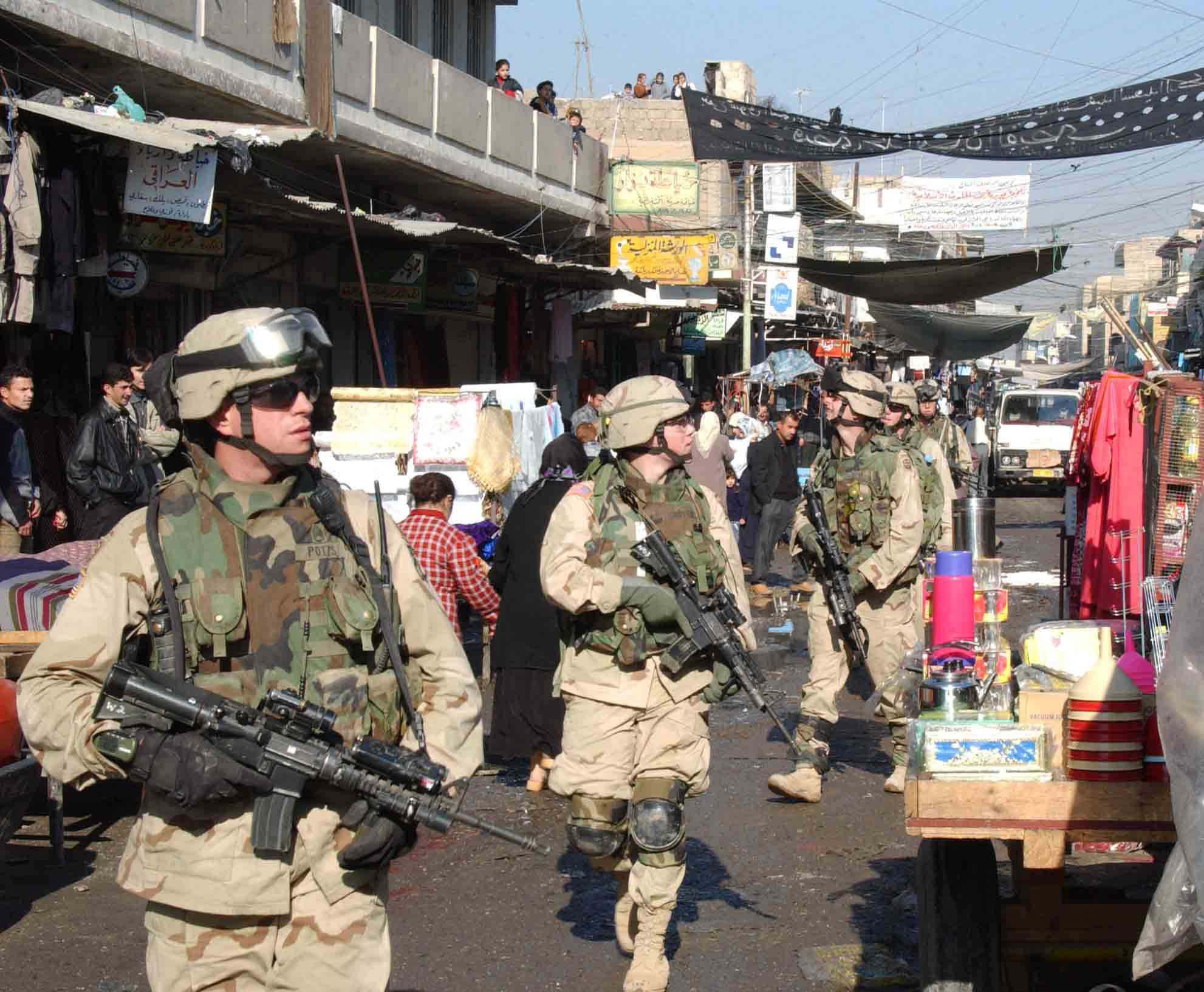
市街を巡回するアメリカ兵（2005年）

2003年のイラク戦争で、アメリカはトルコに駐留させていた軍をイラク北部に突入させてモースルを占領し、戦略的に死活的な近郊の油田を確保するつもりだった。しかしトルコ政府はこの作戦を了承せず、2003年3月の開戦後、アメリカ軍はモースルに空爆と特殊部隊の降下を行った。バグダード陥落の2日後、米軍との交渉により、モースル防衛の任に当たるイラク軍第5軍団が降伏したことに伴い2003年4月11日に無血占領された。クルド人兵士はトルコに対する警戒のため、すぐさまモースルを占拠した。トルコはクルド人の独立への試みと、それに対するトルコ南部やシリア東部のクルド人の同情を恐れていた。アメリカの占領軍はクルド人兵士を退去させた。
2003年4月15日、米軍部隊は、モースルで反占領デモを行う群集が石を投げ始め米軍の占拠するビルに発砲したため、群集に発砲。少なくとも10人のイラク人が殺され、多数が負傷した。
2003年7月22日、サッダーム・フセインの息子、ウダイとクサイがモースルで、米軍を中心とする多国籍軍の攻撃で殺害された。一方、市街はイラク戦争（「イラクの自由作戦」）のための米陸軍第101空挺師団の作戦基地として使われた。第101空挺師団は広範囲にわたって街を調査し、他の部隊やNGO、市民の助言をもとにモースル市民を雇用しての市街再建作業に取り掛かり、電気や上下水道や道路の再生、汚水やゴミ清掃などの活動を行った。
2004年12月21日、14人の米軍兵士と4人のアメリカ人（ハリバートン社勤務）、4人のイラク人兵士がモースルの米軍飛行場内にある前線作戦基地の食堂に対する攻撃で殺害された。国防総省はイラク軍の制服の下に爆発物をつけたベストを着た人物が施設に入り自爆テロを起こした可能性が高く、死者のほかに72人がこの攻撃で負傷したと発表した。イスラム過激派組織、「アンサール・アル・スンナ軍」（アンサール・アル・イスラムの下部組織）はインターネット上で犯行声明を出した。

### ISIL占領下のモースル
2014年6月9日、ISILがモスルの政府施設などに攻撃を仕掛けて占拠。警察署も放火され機能を失い、街全体が武装勢力側に掌握された。イスラム教スンニ派を奉じるISIL側は、市内に居住するキリスト教徒に対し、同年7月19日までに改宗、納税、退去のいずれかを求めたことから多数のキリスト教徒が市内から脱出した。
ISILは、支配したモースル一帯を「ニーナワー州」と名付け、シャリーアに基づく行政を実行した。従来の公務員や弁護士などは失職する一方で、医師や技術者などは「逃亡すれば財産を没収する」と脅して逃亡を阻止した。シーア派住民の財産は没収された。
2015年1月31日、ISILが1月初頭、本を焼くために、イラクのモスル中央図書館を攻撃したと報道された。子供向けの本や詩集、哲学書、医学書、科学書など約2000冊を図書館からトラックで運び出したとされる。
2015年2月18日、イラクのハキム国連大使が、ISILが殺害された民間人の体から臓器を取り出し、資金づくりのため密売している疑いがあると指摘し、モスルでは、遺体から臓器を摘出することを断った医師12人が殺害された、との情報もあると話した。
クルド民兵組織は、ISILがモースルを占領しているのに対抗して、近隣の石油都市キルクークを支配している。モースルやキルクークはともに石油埋蔵量が多く、勢力拡大の資金源とするためにISILとイラク中央政府、クルディスタン地域政府による争奪戦の対象となった。米英やフランスなどが2014年末からISIL支配地域への空爆とイラク中央政府、クルド人勢力に武器援助を始めたために、クルド側が有利になってきている。
2015年2月には、モースルの美術館にある7世紀ニネヴェの石像などがIS兵士たちに破壊された。

### イラク政府軍などによる奪還
2016年3月25日、イラク政府はモスルの奪回作戦を開始したと発表した。軍と民兵部隊はモスルを州都とするニーナワー州での制圧作戦の第1段階に着手し、4村を取り戻した。
2017年1月24日、アバディ首相はティグリス川により東西に分かれているモースルの東部全域をISILから解放したと発表した。
2017年2月19日、イラク政府軍はモースル西部奪還に向けた作戦を本格的に開始、モースル南部に位置する国際空港をイラク政府軍が制圧した。
2017年2月28日、イラク軍合同作戦司令部のヤララ中将がモースルを東西に隔てる5本の橋のうち1本を占領したと発表した。
2017年3月6日、イラク政府軍即応部隊がモースル美術館、司法機関ビル、地元警察本部、裁判所、銀行、電気水道当局など西部の主要政府機関の奪還に成功した。またモースル東西を結ぶ5本の橋のうち2本を占領した。
2017年3月12日、イラク政府軍（陸軍第9部隊）は、市外につながる道路を全て封鎖し、掃討作戦を進め、イラク政府軍の司令官はAFPの取材に対し、「西部のおおむね1/3以上を支配下に収めた」と述べた。
2017年3月14日、イラクの警察部隊が西部の旧市街地にあるモースル駅と隣接するバスターミナルの奪還に成功したと発表した。
2017年4月25日、イラク政府軍のアリー・ハーシェム・ホセイニー司令官がロシア連邦のスプートニク通信のインタビューに答え、「モスル西部の75%を掌握している」と述べた。
2017年5月4日、イラク治安部隊の統一作戦司令部が声明を出し、モースル西部地区の奪還に向け、新たに「北方での攻撃を開始した」と明らかにした。治安部隊はこれまで、主に同地区の南方から旧市街に向け進撃してきた。
2017年5月15日、イラク治安部隊は、住民に自宅待機を求める文書の上空からの散布を開始した。軍や地元メディアからの情報では、ISILが残るのはモスル西部の旧市街と近接する7地区とされた。
2017年5月16日、イラク軍とアメリカ主導の有志連合が「モスルの西側9割を制圧した」と発表。
2017年5月24日、劣勢を受けモースルにいたISILの幹部全員がキルクーク県ハウィジャに移ったと、ロシアのRIAノーボスチ通信が報道した。
2017年6月18日、イラク軍や治安部隊は、ISILがイラクにおける最大拠点としてきたモースル旧市街へ、３方向から突入作戦を始めた。旧市街には、最高指導者バグダディ容疑者が演説したモスク（イスラム教礼拝所）がある。
2017年6月21日、バグダディが2014年に国家樹立を宣言した「光のモスク」が爆破された。
2017年6月29日、イラク軍が「光のモスク」を制圧。
2017年7月2日、ロイター通信の報道では、イラクの反テロ部隊がティグリス川西岸の旧市街マカウィ地区を奪還。ISIL軍は塹壕戦を展開しているとしている。
2017年7月9日、イラク軍主体の軍事作戦を統括する「統合作戦司令部」のヤヒヤ・ズバイディ司令官が、地元テレビに対して「モスルは完全に解放された」と述べた。
2017年7月10日、イラクのハイダル・アル＝アバーディ首相は「モスルを完全に奪還した」と発表した。

## 地理
市内をティグリス川が流れており、支流のコスル川が合流する。ティグリス川上流にモスルダムがある。東に約80kmの位置にアルビールの町がある。シリア国境まで北西約100kmである。

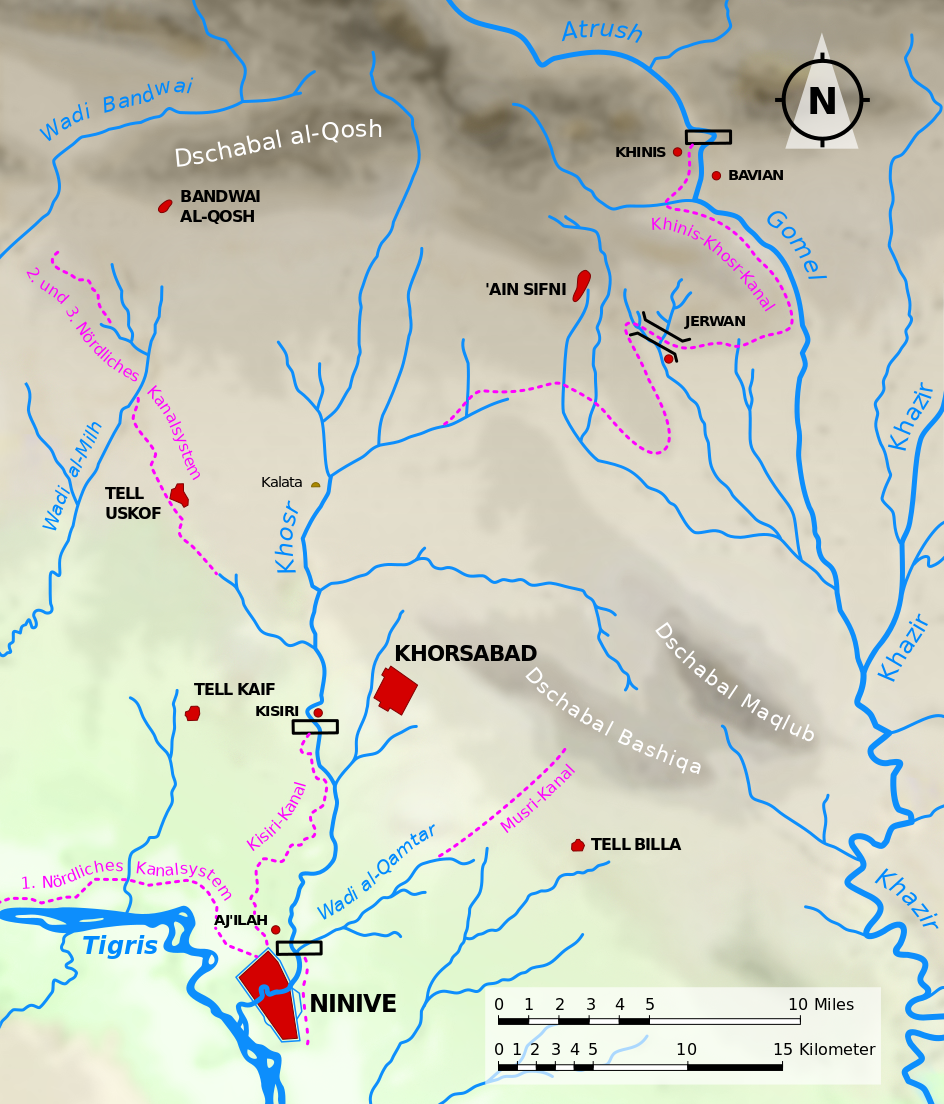
ティグリス川（Tigris）とコスル川（Khosr）の合流するあたりニネヴェ（NINIVE）がある。モースルは対岸のティグリス川右岸（西岸）を中心にニネヴェ周辺まで町が広がる。

## 気候
キルクーク同様の半乾燥気候である。最高気温は6～9月が38度C以上、12～5月が20度C以下。降水量は6～9月がほぼゼロに近く、降水の大半は10～5月にある。ケッペンの気候区分ではステップ気候 (BSh) に属する。
イラク国内の中では比較的穏やかで過ごしやすい気候で秋が春のように快適であることからアラビア語で أُمّ الرَّبِيعَيْنِ（Umm al-Rabīʿayn/Rabīʿain, ウンム・アッ＝ラビーアイン, 「二つの春の母、二つの春の主、二つの春を持つ地」の意味）という別名で呼ばれている。
| モースルの気候                | モースルの気候 | モースルの気候 | モースルの気候 | モースルの気候 | モースルの気候 | モースルの気候 | モースルの気候 | モースルの気候 | モースルの気候 | モースルの気候 | モースルの気候 | モースルの気候 | モースルの気候 |
| 月                            | 1月            | 2月            | 3月            | 4月            | 5月            | 6月            | 7月            | 8月            | 9月            | 10月           | 11月           | 12月           | 年             |
| ----------------------------- | -------------- | -------------- | -------------- | -------------- | -------------- | -------------- | -------------- | -------------- | -------------- | -------------- | -------------- | -------------- | -------------- |
| 最高気温記録 °C （°F）        | 21.1 (70)      | 26.9 (80.4)    | 31.8 (89.2)    | 35.5 (95.9)    | 42.9 (109.2)   | 44.1 (111.4)   | 47.8 (118)     | 49.3 (120.7)   | 46.1 (115)     | 42.2 (108)     | 32.5 (90.5)    | 25.0 (77)      | 49.3 (120.7)   |
| 平均最高気温 °C （°F）        | 12.4 (54.3)    | 14.8 (58.6)    | 19.3 (66.7)    | 25.2 (77.4)    | 32.7 (90.9)    | 39.2 (102.6)   | 42.9 (109.2)   | 42.6 (108.7)   | 38.2 (100.8)   | 30.6 (87.1)    | 21.1 (70)      | 14.1 (57.4)    | 27.76 (81.98)  |
| 平均最低気温 °C （°F）        | 2.2 (36)       | 3.4 (38.1)     | 6.8 (44.2)     | 11.2 (52.2)    | 16.2 (61.2)    | 21.3 (70.3)    | 25.0 (77)      | 24.2 (75.6)    | 19.1 (66.4)    | 13.5 (56.3)    | 7.2 (45)       | 3.8 (38.8)     | 12.83 (55.09)  |
| 最低気温記録 °C （°F）        | −17.6 (0.3)    | −12.3 (9.9)    | −5.8 (21.6)    | −4.0 (24.8)    | 2.5 (36.5)     | 9.7 (49.5)     | 11.6 (52.9)    | 14.5 (58.1)    | 8.9 (48)       | −2.6 (27.3)    | −6.1 (21)      | −15.4 (4.3)    | −17.6 (0.3)    |
| 降水量 mm （inch）            | 62.1 (2.445)   | 62.7 (2.469)   | 63.2 (2.488)   | 44.1 (1.736)   | 15.2 (0.598)   | 1.1 (0.043)    | 0.2 (0.008)    | 0.0 (0)        | 0.3 (0.012)    | 11.8 (0.465)   | 45.0 (1.772)   | 57.9 (2.28)    | 363.6 (14.316) |
| 平均降水日数                  | 11             | 11             | 12             | 9              | 6              | 0              | 0              | 0              | 0              | 5              | 7              | 10             | 71             |
| 出典1：世界気象機関 (UN)      |                |                |                |                |                |                |                |                |                |                |                |                |                |
| 出典2：Weatherbase (極値のみ) |                |                |                |                |                |                |                |                |                |                |                |                |                |

## 経済
イラク北部の経済の中心地である。周辺に油田があり石油産業が主要産業である。また、周辺で栽培される農産物の市場がある。

## 交通

### 空港
- モースル国際空港（英語版）

## 教育
- モースル大学

## スポーツ

### サッカー
モースルをホームとするサッカークラブがある。
- Al-Mosul FC

## 出身者
- ハワル・ムラ・モハメド
- ターハー・ヤースィーン・ラマダーン